# 姶良市立加治木中学校
姶良市立加治木中学校（あいらしりつかじきちゅうがっこう）は、鹿児島県姶良市加治木町反土にある市立中学校。

## 概要
- 姶良市内の加治木地区全域が校区であり、柁城小、錦江小、加治木小、龍門小、永原小の出身者が主な生徒である。
- 現在の加治木中は、1981年に加治木中・龍門中・永原中を統合して、新しく開校した（旧加治木中学校は、現在の姶良市役所加治木総合支所となっている）。
- 生徒数は、1988年から1995年頃にかけて一時は1000人を超える大規模校だったが、年々減少が続き、現在は1学年4〜5学級で推移している。

## 制服
- 男子生徒は黒の学ラン、女子生徒はセーラー服である。

## 著名な出身者
- スマイリー園田 - ローカルタレント・ディスクジョッキー